# Gba Majay Bma
Gba Majay Bma („Bis zum Ende der Welt“) ist die burmesische Nationalhymne. Melodie und Text stammen von Saya Tin und wurden 1947 als Nationalhymne übernommen.

## Landessprache
ကမ္ဘာမကျေ၊ မြန်မာပြည်၊
တို့ဘိုးဘွား အမွေစစ်မို့ ချစ်မြတ်နိုးပေ။
ပြည်ထောင်စုကို အသက်ပေးလို့ တို့ကာကွယ်မလေ၊
ဒါတို့ပြည် ဒါတို့မြေ တို့ပိုင်နက်မြေ။
တို့ပြည် တို့မြေ အကျိုးကို ညီညာစွာတို့တစ်တွေ
ထမ်းဆောင်ပါစို့လေ တို့တာဝန်ပေ အဖိုးတန်မြေ။
Gaba makyay Bama pyay
Doh abo abwa amway asit moh chit myat noe bey
Pyee daungsuh go athè pay loh doh ka kwe mlay
Da doh pyay da doh myay doh paing deh myay
Doh pyay doh myay akyo go nyee nya zwa doh dadway
Tehn saung ba soh lay
Doh tawin pey apo tan myay.

## Aussprache
Hinweise zur Aussprache nach dem Internationalen Phonetischen Alphabet sind hier zu finden.
gəbà mətʃè mjəmà pjè
do̰ bó bwá ʔəmwè siʔ mo̰ tʃʰiʔ mjaʔ nó bè
pjì dàuɴ zṵ gò ʔəθeʔ pé lo̰ do̰ kà gwɛ̀ məlè
dà do̰ pjè dà do̰ mjè do̰ pàiɴ neʔ mjè
do̰ pjè do̰ mjè ʔətʃó gò
ɲì ɲà zwà do̰ dədwè tʰáɴ sʰàuɴ bà so̰ lè
do̰ ta waɴ pe ʔəpʰó dàɴ mjè

## Transkription
nach Myanmar Language Commission Transcription System (MLC)
kam.bha ma.kye / mran.ma prany /
tui. bhui: bwa: a.mwe cac mui. hkyac mrat nui: pe //
prany htaung su. kui a.sak pe: lui. tui. ka kwai ma.le /
da tui. prany da tui. mre to. puing nak mre //
tui. prany tui. mre a.kyui: kui
nyi nya cwa tui. ta.twe htam: hsaung pa sui. le
to. ta wan pe a. hpui: tan mre //

## Englische Übersetzung
We shall always love Burma,
Land of our forefathers.
We fight and give our lives
For our union.
For her we responsibly shoulder the task,
Standing as one in duty to our precious land

## Deutsche Übersetzung
Wir werden Burma immer lieben,
Land unserer Väter,
Wir kämpfen und geben unser Leben,
Für unsere Einheit,
dafür schultern treu wir die  Aufgabe,
erfüllen einig unsre Pflicht gegen unser teures Land.